# Associazione Sportiva Gubbio 1910
L'Associazione Sportiva Gubbio 1910, meglio nota come Gubbio, è una società calcistica italiana con sede nella città di Gubbio. Milita in Serie C, la terza divisione del campionato italiano.
La Società per Esercizi Sportivi di Gubbio venne fondata nel 1908 (il 1910 nella denominazione del club si riferisce alla data dell'inizio ufficioso dell'attività calcistica) mentre il settore football, storicamente il più importante della polisportiva, fu istituito ufficialmente il 25 marzo 1913 con i colori sociali rosso e blu.
La squadra dal 1977 disputa le partite interne allo stadio Pietro Barbetti, e annovera due stagioni in Serie B nel 1947-1948 e nel 2011-2012, entrambe a seguito dei due campionati interregionali professionistici vinti nel 1946-1947 e nel 2010-2011. Inoltre nei campionati dilettantistici il Gubbio ha vinto due campionati interregionali, sei campionati regionali e una coppa regionale.

## Storia
Il calcio a Gubbio arriva per la prima volta nel 1910, portato dal sacerdote don Bosone Rossi fondatore nel 1908 dell'associazione giovanile SPES (Società per Esercizi Sportivi di Gubbio), costola sportiva del Circolo Silvio Pellico. C'è però bisogno di attendere qualche anno (più precisamente il 25 marzo 1913) per assistere alla nascita ufficiale di una vera e propria sezione calcistica.
Poi col passare degli anni gli appassionati aumentano considerevolmente, tanto che alla fine degli anni 1920 la squadra eugubina prende parte ai primi campionati regionali, dopo aver partecipato per diverso tempo a incontri amichevoli con le formazioni umbre. E lo fa disputando le gare casalinghe al San Benedetto, quella che successivamente verrà ribattezzata la Fossa dei Leoni e che resterà per quasi cinquant'anni la casa del calcio eugubino. Nel 1928-1929 il Gubbio partecipa quindi al Campionato Umbro ULIC, superando la prima fase.

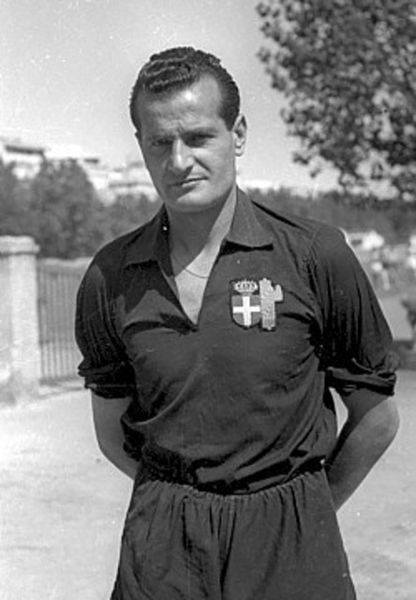
Guido Masetti, l'allenatore della storica promozione in Serie B nel 1946-1947

L'anno seguente, nel 1930, prende parte al Campionato Regionale Umbro di Terza Divisione al quale partecipano anche: Juventus Foligno, Orvietana, Perugia, Tiberis, Tiferno e Virtus Spoleto. Il campionato viene vinto dal Perugia. Anche nel 1931 il Gubbio partecipa al campionato di Terza Divisione, che è diviso in due gironi, e approda alle fasi finali, senza però ottenere il successo. Nell'anno successivo il Gubbio partecipa al Campionato regionale di Seconda Divisione.
Dopo un paio di anni in cui i campionati subiscono diverse modifiche, nel 1936 i rossoblù partecipano regolarmente al campionato di Prima Divisione regionale, incontrando compagini quali Ternana, Perugia e Foligno e assumendo subito un ruolo da protagonista, riuscendo anche a cogliere la vittoria sul campo, ma non la promozione a causa di un tesseramento irregolare che costò tre sconfitte a tavolino. Nel 1938, oltre al campionato di Prima Divisione, si disputa per la prima volta la Coppa dell'Italia Centrale, a cui partecipano squadre in rappresentanza di Umbria, Marche e Abruzzo. Il Gubbio termina secondo, ma nel 1939, dopo la ristrutturazione dei campionati di Serie C, finalmente viene ammesso e gioca per la prima volta fuori regione contro squadre del centro quali Cagliari e Ascoli
Lo scoppio della seconda guerra mondiale impedisce al Gubbio di prendere parte al campionato nazionale, così prima dello stop dei tornei, nel 1941, affronta un'altra stagione nella Prima Divisione regionale. Terminato il conflitto, l'U.S. Gubbio, questa la denominazione, riparte con la voglia e l'entusiasmo di ricominciare a vivere dopo i dolorosi fatti bellici. Nel 1945, l'Umbria del calcio si divide in tre gironi, con le maggiori città che partecipano, in attesa della ripresa dei regolari campionati. Nel 1946, ancora una volta si riparte dalla Serie C, girone B Lega Centro.
L'anno successivo il Gubbio raggiunge il risultato più prestigioso della sua storia: nel 1947, dopo aver conquistato il primo posto nel girone B di Lega Centro della Serie C, con spareggio di Pesaro contro il Baracca Lugo, vinto per 2-0, e dopo aver conquistato il primo posto in un girone di spareggio contro le prime degli altri raggruppamenti, il Gubbio è promosso in Serie B. Nella stagione successiva, il Gubbio viene inserito nel girone C del campionato cadetto, che vedrà la vittoria finale del Palermo davanti a Pisa, Lecce e Taranto

Alessandro Fornasaris, attaccante e leader del Gubbio a fine anni 1940

Il Gubbio conclude la stagione a ridosso di Rieti e Perugia, senza riuscire a evitare la retrocessione. La serie cadetta dura solo un anno, anche per via della riorganizzazione che prevedeva numerose retrocessioni. Lo sforzo economico profuso per la scalata in B si fa sentire e nella stagione 1948-1949 arriva un'altra retrocessione, con annessa bancarotta economica e conseguente discesa nei tornei regionali.
I rossoblù resteranno relegati nel calcio regionale sino alla stagione 1957-1958, alternando buone annate (nel 1956 perde lo spareggio per la promozione in IV Serie contro il Bastia) ad altre peggiori. Proprio la stagione 1957-1958, conclusa al primo posto, consegna al Gubbio il pass per tornare nelle categorie superiori. Ma la gioia durerà poco, perché nella stagione 1960-1961 i rossoblù torneranno a giocare nei confini regionali retrocedendo dalla neonata Serie D.
La squadra di allora attinge a piene mani dal vivaio locale, specie quello dell'Intrepida San Secondo (con il quale si fonderà nel 1963) e del Rapid Gubbio. Dopo aver sfiorato la promozione nel 1963 e nel 1964, finalmente nella stagione 1964-1965 arriva l'annata dei record: la squadra eugubina, affidata a Mario Mancini, trionfa nel campionato di Promozione Regionale chiudendo la stagione imbattuta; artefice dell'impresa è una squadra giovane ma di grande valore tecnico e morale, trascinata dai gol del bomber perugino Marcello Cagnazzo.

La formazione del Gubbio scesa in campo il 17 maggio 1987 a Perugia nel vittorioso spareggio del Campionato Interregionale contro il, che valse la promozione in Serie C2 e il ritorno eugubino tra i professionisti

L'anno seguente il Gubbio retrocede di nuovo, e nella stagione 1966-1967 perde alla monetina lo spareggio contro l'Orvietana per salire in Serie D. L'anno successivo (stagione 1967-1968) il Gubbio vince lo spareggio contro l'Angelana per 2-0, ma non può gioire perché a fine campionato la squadra assisana beneficia di un punto in più dopo aver presentato ricorso per una gara persa contro lo Spello. Il ritorno sul palcoscenico nazionale è tuttavia rimandato solo di una stagione: nel 1968-1969 il Gubbio domina il campionato, nonostante debba scontare 12 turni di squalifica del campo (eredità di un'invasione dei tifosi ad Assisi avvenuta nella stagione precedente).
Il nuovo decennio si apre con una stagione in Serie D (1969-1970), mentre nell'annata 1974-1975, nella stagione che segna l'addio allo stadio San Benedetto, il Gubbio retrocede nella Promozione Regionale.
Il nuovo stadio è il Beniamino Ubaldi: per due stagioni consecutive gli eugubini mancano il ritorno nella vecchia quarta serie, ma finalmente nel 1977-1978, anno in cui la squadra gioca per la prima volta al Polisportivo San Biagio, la squadra vince il campionato imponendosi ai danni dell'Ortana, ottenendo la promozione in D (1978) prima di retrocedere nuovamente in Promozione l'anno dopo. Il Gubbio torna così nei campionati regionali.
Nel 1981 il club è promosso in Interregionale, quindi nel 1987 approda in Serie C2, prima di fare ritorno tra i dilettanti nel 1992. Al termine dell'annata 1995-1996, il Gubbio retrocede anche in Eccellenza e vive una crisi societaria: una cordata di imprenditori locali, guidata da Guerriero Tasso, grazie al supporto dei due gruppi industriali Colacem e Cementerie Barbetti si fa carico di risollevare le sorti della società e di inaugurare un nuovo corso destinato a riportare la Gubbio del calcio nel mondo professionistico. Seguono due promozioni di fila e la vittoria della Coppa Umbra Eccellenza: la squadra resta in C2 per i successivi dodici anni, quando nell'annata 2009-2010, il Gubbio passa in Lega Pro Prima Divisione e nella stagione seguente vince il campionato grazie alla guida tecnica di Vincenzo Torrente e ai gol di Juanito Gomez, arrivato in prestito dal Verona, e raggiunge la Serie B. Al primo anno in B, il Gubbio retrocede in Lega Pro Prima Divisione, quindi nel 2015 retrocede anche in Serie D, per poi tornare in Lega Pro nel 2016 dopo aver vinto il proprio girone di D.

## Colori e simboli

### Colori

Un'amichevole tra Gubbio e Perugia a fine anni 1970: gli eugubini sfoggiano una divisa di cortesia gialla con bordini rossoblù

I colori della divisa da gioco ufficiale dell'A.S. Gubbio 1910 sono da sempre il rosso e il blu, mentre per le seconde divise ufficiali vengono tradizionalmente utilizzati il colore bianco o il giallo. Lo storico completino per le partite casalinghe è costituito da magliette divise (rispetto a chi le indossa) di colore rosso a destra e blu a sinistra, con maniche di colore invertito, calzoncini blu e calzettoni blu.

### Simboli ufficiali

#### Stemma
L'attuale logo è uno scudo rossoblù con la raffigurazione gialla dei cinque colli eugubini, che sono anche il simbolo della città, e in sovrimpressione un pallone da calcio giallo. C'è infine ritratta la stella d'argento al merito sportivo conferita alla società.
Un altro simbolo che tradizionalmente viene associato all'A.S. Gubbio 1910 è il Lupo, animale storicamente legato alla città per la famosa storia dell'incontro tra San Francesco d'Assisi e il lupo che avvenne proprio a Gubbio.

#### Inno
L'inno ufficiale della squadra si intitola Forza lupi.

## Strutture

### Stadio

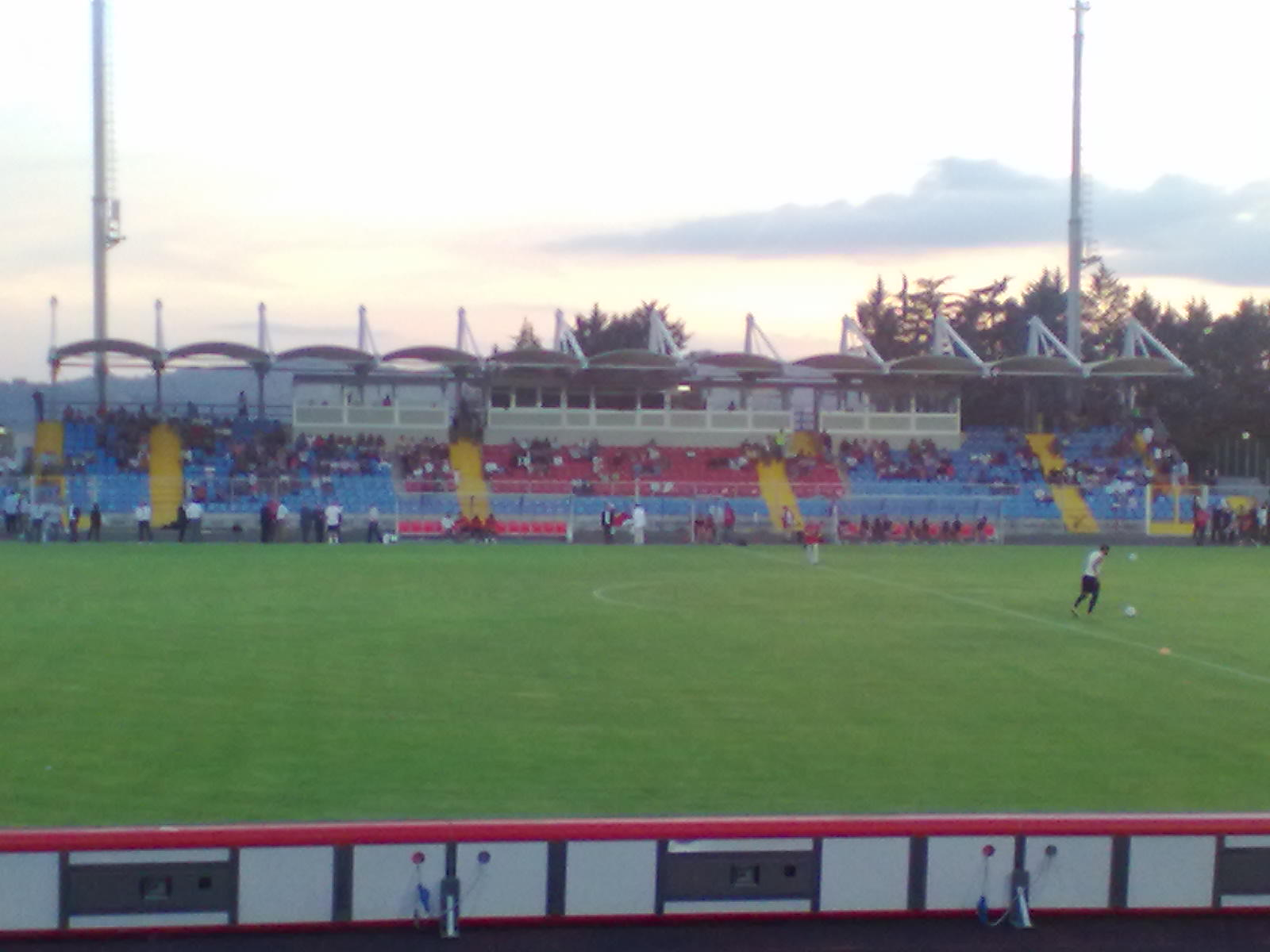
Il Barbetti, ex San Biagio

La squadra dalla fondazione nel 1913 al 1921 ha disputato le gare casalinghe al Campo Boario, mentre dal 1921-1922 al 1976-1977 allo stadio San Benedetto, ribattezzato dai tifosi come Fossa dei Leoni, e che resterà per quasi cinquant'anni la casa del calcio eugubino. Da ricordare però che agli inizi degli anni 1970 alcune partite forono giocate al Beniamino Ubaldi.
Dall'anno 1977-1978 venne infine inaugurato il nuovo stadio eugubino, inizialmente chiamato San Biagio, e dal 6 maggio 2006 denominato "Pietro Barbetti" in onore dello storico presidente.

### Centro di allenamento
Il Gubbio svolge i propri allenamenti allo stadio Pietro Barbetti.

## Società
La società del Gubbio è stata affiliata, nel biennio 2013-2014, a quella del Parma, giocandone il ruolo di società-satellite.

### Organigramma societario
Dal sito web ufficiale della società.
- Sauro Notari - Presidente
- Katia Cernicchi - Vicepresidente
- Marco Fioriti - Vicepresidente
- Rodolfo Mencarelli - Consigliere
- Michele Notari - Consigliere
- Giuseppe Pannacci - Direttore Generale
- Alessandro degli Esposti - Direttore sportivo
- Massimiliani Lazzoni - Team manager
- Massimiliano Grilli - Responsabile ufficiali di gara
- Antonio Cecchetti - Segretario generale e sportivo
- Leonardo Lucaroni - Segretario
- Fabio Cecchetti - Responsabile amministrazione e finanza
- Leonardo Ceccarelli - Responsabile marketing
- Massimiliano Francioni - Social media manager
- Simone Grilli - Fotografo website image
- Giuseppe Spazzoni - Delegato sicurezza
- Stefano Guerrini - Responsabile servizi prevenzione e protezione
- Alberto Nicchi - Supporter Liason officer
- Paolo Rocchi - Revisore unico
- Federico Mariotti - Responsabile generale settore giovanile
- Gianluca Moriconi - Responsabile coordinamento operativo settore giovanile
- Roberto Balducci - Responsabile tecnico settore giovanile
- Daniele Martini - Direttore sportivo settore giovanile

### Sponsor
Il primo sponsor che è comparso sulle maglie da gioco del Gubbio (stagione 1981-1982) è stato Cementerie Colacem, presente anche negli anni della scalata al calcio professionistico (stagione 1986-1987). Nell'estate del 1992, dopo la retrocessione dalla Serie C2 al Campionato Nazionale Dilettanti, Colacem ha lasciato il posto a Nova Soft, mentre nella stagione 1993-1994 sulle maglie è comparso il logo Caffè River. La stagione successiva (1994-1995) è ricomparso Nova Soft, quindi nel 1995-1996 la squadra è partita senza sponsor, salvo poi stringere un accordo nel finale di stagione con Donati Gas. Dall'estate 1996, dopo la retrocessione in Eccellenza, la nuova società ha stretto accordi con i due maggiori gruppi industriali del luogo (Barbetti e Colacem) che ogni anno versano un contributo di sponsorizzazione, alternandosi nel comparire sulla maglia da gara (negli anni dispari Barbetti, contraddistinti da una seconda divisa da gara di colore giallo, negli anni pari Colacem, contraddistinti da una seconda divisa bianca, entrambi con bordature rossoblù).
| Cronologia degli sponsor tecnici - 1978-2002 ... - 2002-2011 Macron - 2011-2015 Givova - 2015- Legea |

### Settore giovanile
Le giovanili del Gubbio comprendono tre squadre: Berretti, Allievi nazionali e Giovanissimi nazionali.

## Diffusione nella cultura di massa

Eugubini e nazionali azzurri posano assieme in occasione dell'amichevole di Coverciano del 28 ottobre 1970

Il 28 ottobre 1970, il Gubbio allenato da Aldo Agostinelli si trasferì a Coverciano per un'amichevole del tutto speciale: i rossoblù affrontarono infatti l'Italia di Ferruccio Valcareggi, che si stava preparando alla prima gara delle qualificazioni al campionato d'Europa 1972. Gli azzurri erano reduci dal buon mondiale disputato pochi mesi prima in Messico, dov'erano arrivati secondi, perdendo la finale allo stadio Azteca contro il Brasile di Pelé. La partita finì 8-1 per l'Italia, anche se tra i pali del Gubbio andarono, per un tempo a testa, i portieri azzurri Zoff e Albertosi. Ma i rossoblù si presero il lusso di andare in vantaggio per primi, con una rete di Falasconi. L'Italia, poi, dilagò andando a segno con De Sisti, Juliano, Gori e con un autogol di Pierotti; Mazzola e Rivera furono autori di una doppietta personale ciascuno.
Nella primavera del 1990 lo stadio Pietro Barbetti (allora chiamato San Biagio) venne scelto dalla nazionale brasiliana, che si trovava in ritiro a Gubbio, per la propria preparazione in vista dell'imminente campionato del mondo 1990 in Italia. Nell'occasione, il 24 maggio, venne quindi disputata una gara amichevole tra il Gubbio e il Brasile dei vari Taffarel, Dunga, Alemão, Careca e Romário. In un impianto gremito la partita finì 14-1 per i verdeoro del commissario tecnico Sebastião Lazaroni. Mattatore della sfida fu Bebeto che mise a segno una quaterna, con una tripletta di Romário e da una doppietta a testa per Careca e Müller; le reti di Branco, Alemão e Silas arrotondarono il punteggio. Il gol della bandiera per gli eugubini, allenati da Francesco Giorgini, venne siglato da Gori.

Una fase dell'amichevole tra Gubbio e Brasile disputata al Barbetti il 24 maggio 1990

Nel 2010, in occasione del centenario della società, venne pubblicato dal Corriere dell'Umbria il libro 100 anni Gubbio che ripercorre un lungo viaggio nella storia del club rossoblù, con l'ausilio di centinaia di foto e numerose interviste ai protagonisti: dalla storica Serie B della stagione 1947-1948 al trionfo di San Marino che ha portato la squadra in Prima Divisione, passando per la formazione imbattibile del campionato 1964-1965 e lo spareggio di Perugia contro il Poggibonsi davanti a 20 000 spettatori che riportò il Gubbio in Serie C dopo 30 anni.
Nel dicembre del 2011 il Gubbio, che si trovava in Serie B, balzò alle cronache nazionali perché il tesserato Simone Farina denunciò il tentativo di truccare la partita di Coppa Italia Cesena-Gubbio. Grazie a questo gesto poté partire la seconda tranche dell'inchiesta sullo scandalo italiano del calcioscommesse.
Tra le personalità più note che simpatizzano per il club eugubino c'è l'attore Terence Hill, passione nata durante le riprese della serie Don Matteo.

## Allenatori e presidenti

### Allenatori
L'allenatore/portiere della stagione trionfale nel campionato di Serie C 1946-1947, che portò alla prima promozione in Serie B, fu Guido Masetti, mentre l'allenatore/giocatore della storica Serie B 1947-1948 fu Giovanni Battistoni. Il tecnico del doppio salto consecutivo dalla Lega Pro Seconda Divisione 2009-2010 alla seconda promozione in Serie B fu invece Vincenzo Torrente.
Di seguito l'elenco degli allenatori dall'anno di fondazione in poi.
- 1913-1937 ...
- 1938  Dario Gay
- 1939-1941 ...
- 1941-1945 Attività calcistica sospesa
- 1945-1946 ...
- 1946-1947  Guido Masetti[21]
- 1947-1948  Giovanni Battistoni e  Alessandro Fornasaris[23] (1ª-?ª)
 Aggradi (?ª-?ª)
 Dario Gay[21] (?ª-34ª)
- 1948-1949  Dario Gay e  Alessandro Fornasaris[23]
- 1949-1950 ...
- 1950-1951 Attività calcistica sospesa
- 1951-1953 ...
- 1953-1955  Ugo Conti[8]
- 1955-1956  Ivo Isetto[8]
- 1956-1957  Carlo Baccarini e  Mondaini[8]
- 1957-1958  Carlo Baccarini[8]
- 1958-1959  Carlo Baccarini (1ª-?ª)
 Mondaini[8] (?ª-34ª)
- 1959-1960  Mondaini[8]
- 1960-1961  Malasomma e  Palma[8]
- 1961-1962 ...
- 1962-1965  Mario Mancini[8][24]
- 1965-1966  Mario Mancini (1ª-?ª)
 Finiani[8] (?ª-34ª)
- 1966-1967  Mario Mancini[8]
- 1967-1969  Fiorini[8]
- 1969-1970 ...
- 1970-1973  Aldo Agostinelli[25]
- 1973-1974  Ugo Conti[8]
- 1974-1975  Ugo Conti (1ª-?ª)
 Mario Nofri (?ª-?ª)
 Mario Mancini[8] (?ª-34ª)
- 1975-1976  Domenico Monacelli (1ª-?ª)
 Mario Mancini[8] (?ª-34ª)
- 1976-1978  Mario Mancini[8]
- 1978-1979  Giuseppe Virgili
- 1979-1980  Massimo Roscini[8]
- 1980-1982  Mario Mancini e  Luciano Cambiotti[8]
- 1982-1983  Romedio Scaia (1ª-?ª)
 Mario Mancini e  Luciano Cambiotti[8] (?ª-30ª)
- 1983-1984  Mario Nofri (1ª-?ª)
 Mario Mancini[8] (?ª-30ª)
- 1984-1985  Fiorindi
- 1985-1986  Massimo Roscini
- 1986-1989  Giampaolo Landi
- 1989-1991  Francesco Giorgini
- 1991-1992  Francesco Giorgini (1ª-10ª)
 Uliano Vettori (11ª-13ª)
 Francesco Giorgini (14ª-24ª)
 Carlo Ripari (25ª-38ª)
- 1992-1993  Rossi (1ª-?ª)
 Antonio Gianmarinaro (?ª-?ª)
 Francioni e  Camborata[8] (?ª-34ª)
- 1993-1994  Massimo Roscini[8]
- 1994-1995  Cerafischi[8]
- 1995-1996  Mario Palazzi (1ª-11ª)
 Walter Sabatini (12ª-26ª)
 Mario Lisarelli (27ª-34ª)
- 1996-1997  Mario Vivani
- 1997-1999  Leonardo Acori
- 1999-2000  Ettore Donati (1ª-25ª)
 Paolo Dal Fiume (26ª-34ª)
- 2000-2001  Paolo Dal Fiume
- 2001-2003  Marco Alessandrini
- 2003-2004  Ruggero Cannito (1ª-27ª)
 Giuseppe Galderisi (28ª-34ª e play-off)
- 2004-2005  Ezio Castellucci
- 2005-2006  Ezio Castellucci (1ª-17ª)
 Agatino Cuttone (18ª-34ª)
- 2006-2007  Agatino Cuttone (1ª-16ª)
 Alessio De Petrillo (17ª-34ª)
- 2007-2008  Raimondo Marino (1ª-3ª)
 Marco Alessandrini (4ª-34ª)
- 2008-2009  Loris Beoni (1ª-23ª)
 Riccardo Tumiatti e  Luigi Simoni (24ª-34ª)
- 2009-2011  Vincenzo Torrente
- 2011-2012  Fabio Pecchia (1ª-10ª)
 Luigi Simoni (11ª-31ª)
 Marco Alessandrini (32ª-33ª)
 Luigi Apolloni (34ª-42ª)
- 2012-2013  Andrea Sottil
- 2013-2014  Cristian Bucchi (1ª-19ª)
 Giorgio Roselli (20ª 34ª)
- 2014-2015  Leonardo Acori[26] (1ª-37ª)
 Marco Bonura (38ª e play-out)
- 2015-2017  Giuseppe Magi
- 2017-2018  Giovanni Cornacchini (1ª-5ª)
 Dino Pagliari (6ª-31ª)
 Alessandro Sandreani (32ª-38ª)
- 2018-2019  Alessandro Sandreani (1ª-13ª)
 Giuseppe Galderisi (14ª-38ª)
- 2019-2020  Federico Guidi (1ª-9ª)
 Vincenzo Torrente (10ª-27ª)
- 2020-2022  Vincenzo Torrente
- 2022-2024  Piero Braglia
- 2024-2025  Roberto Taurino (1ª-18ª) 
 Gaetano Fontana (19ª- 38ª)

### Presidenti
Il primo presidente della storia del club nel 1913 è Igino Turchetti (SPES Gubbio), con Domenico Nicchi delegato alla sezione calcistica. Il presidente più duraturo alla guida del Gubbio è Giuseppe Vispi, a capo della società per ben 16 anni; il secondo è Pietro Barbetti, numero uno per 9 anni, al quale è intitolato lo stadio. Il terzo posto è per Marco Fioriti, che detiene invece il record di aver mantenuto la presidenza per più anni consecutivi, in carica ininterrottamente per 8 stagioni dal 2006 al 2014.
Di seguito l'elenco dei presidenti dall'anno di fondazione in poi.
- 1913-19??  Igino Turchetti con  Domenico Nicchi delegato alla sezione calcistica[1]
- 19??-1941 ...
- 1941-1945 Attività calcistica sospesa
- 1945-1946  Raul Farneti
- 1946-1947  Virgilio Cocchi
- 1947-1948  Attilio Fagioli
- 1948-1950  Italo Vittori
- 1950-1951 attività calcistica sospesa
- 1951-1952  Enzo Della Porta
- 1952-1956  Mario Baldelli
- 1956-1958  Pietro Barbetti
- 1958-1961  Alfredo Meletti
- 1961-1962  Ubaldo Balducci
- 1962-1963  Odoardo Bellucci
- 1963-1970  Pietro Barbetti
- 1970-1977  Giuseppe Vispi
- 1977-1978  Fernando Barbetti
- 1978-1979  Fernando Barbetti (comitato gestione)
- 1979-1980  comitato gestione
- 1980-1981  Giovanni Ceccarelli
- 1981-1984  Giovanni Ceccarelli,  Giuseppe Vispi
- 1984-1987  Giuseppe Vispi,  Rodolfo Mencarelli
- 1987-1990  Giuseppe Vispi
- 1990-1994  Leonello Mosca
- 1994-1995  Lucio Argentina
- 1995-1996  Angelo Drago
- 1996-2001  Guerriero Tasso
- 2001-2002  Massimo Lupini
- 2002-2004  Giovanni Urbani
- 2004-2006  Umberto Bedini
- 2006-2014  Marco Fioriti
- 2014-  Sauro Notari

## Calciatori

### Capitani
- ... (1913-1985)
- Antonio Cambrota (1985-1987)
- Massimo Cacciatori (1987-1989)
- ... (1989-1997)
- Alessandro Giacometti (1997-2007)
- Alessandro Sandreani (2007-2013)
- Rodrigue Boisfer (2013-2014)
- Massimo Loviso (2014-2015)
- Alfredo Romano (2015-2017)
- Ettore Marchi (2017-2019)
- Matteo Piccinni (2019)
- Nicola Malaccari (2019-2022)
- Andrea Signorini (2022-)

### Contributo alle Nazionali
- Matteo Bruscagin: 2009  Italia U-20 6 (0)
- Emanuele Testardi: 2010-2011  Italia U-20 1 (0)
- Mário Rui: 2011-2012  Portogallo U-21 3 (0)
- Simone Benedetti: 2011-2012  Italia U-20 6 (0)
- Alberto Almici: 2011-2012  Italia U-19 2 (0)
- Michele Moroni: 2013-2014  Italia U-20 3 (0)[28][29][30]

## Palmarès

### Competizioni interregionali
- Lega Pro Prima Divisione: 1

2010-2011 (girone A)
- Serie C: 1

1946-1947 (Lega Interregionale Centro)
- Serie D: 1

2015-2016 (girone E)
- Campionato Nazionale Dilettanti: 1

1997-1998 (girone E)
- Campionato Interregionale: 1

1986-1987 (girone F)

### Competizioni regionali
- Eccellenza: 1

1996-1997
- Promozione: 1

1977-1978
- Prima Categoria: 2

1964-1965, 1968-1969
- Campionato Dilettanti:

1957-1958
- Seconda Divisione: 1

1936-1937
- Coppa Italia Dilettanti Umbria: 1

1996-1997

### Onorificenze
- Stella d'argento al merito sportivo

### Altri piazzamenti
- Lega Pro Seconda Divisione:

Terzo posto: 2009-2010 (girone B)
- Serie C2:

Terzo posto: 2002-2003 (girone B)
- Campionato Interregionale:

Secondo posto: 1985-1986 (girone F)
Terzo posto: 1984-1985 (girone G)
- Prima Divisione:

Secondo posto: 1937-1938
- Promozione:

Secondo posto: 1955-1956
Terzo posto: 1952-1953, 1956-1957, 1980-1981
- Prima Categoria:

Secondo posto: 1966-1967, 1967-1968
Terzo posto: 1961-1962, 1962-1963, 1963-1964
- Seconda Divisione:

Terzo posto: 1931-1932
- Campionato italiano di terza divisione:

Secondo posto: 1930-1931 (girone A)
- Coppa Italia Lega Pro:

Semifinalista: 2009-2010
- Supercoppa di Lega di Prima Divisione:

Finalista: 2011
- Scudetto Serie D:

Semifinalista: 2015-2016
- Coppa Italia Dilettanti:

Semifinalista: 1977-1978
- Coppa Italia Dilettanti (Fase Eccellenza)

Semifinalista: 1996-1997

## Statistiche e record

### Partecipazione ai campionati
| Livello | Categoria                       | Partecipazioni | Debutto   | Ultima stagione | Totale |
| ------- | ------------------------------- | -------------- | --------- | --------------- | ------ |
| 2º      | Serie B                         | 2              | 1947-1948 | 2011-2012       | 2      |
| 3º      | Serie C                         | 14             | 1938-1939 | 2024-2025       | 19     |
| 3º      | Lega Pro Prima Divisione        | 3              | 2010-2011 | 2013-2014       | 19     |
| 3º      | Lega Pro                        | 2              | 2014-2015 | 2016-2017       | 19     |
| 4º      | Campionato Interregionale       | 1              | 1958-1959 | 1958-1959       | 28     |
| 4º      | Serie D                         | 10             | 1959-1960 | 2015-2016       | 28     |
| 4º      | Serie C2                        | 15             | 1987-1988 | 2007-2008       | 28     |
| 4º      | Lega Pro Seconda Divisione      | 2              | 2008-2009 | 2009-2010       | 28     |
| 5º      | Serie D                         | 1              | 1978-1979 | 1978-1979       | 12     |
| 5º      | Campionato Interregionale       | 6              | 1981-1982 | 1986-1987       | 12     |
| 5º      | Campionato Nazionale Dilettanti | 5              | 1992-1993 | 1997-1998       | 12     |

Il Gubbio ha disputato per 57 volte campionati nazionali, di cui: una sola volta nazionale (unico girone) nel 2011-2012 e 56 interregionali (diviso in gironi), 34 volte campionati professionistici e 23 dilettantistici.

### Partecipazione alle coppe
| Competizione                          | Partecipazioni | Debutto   | Ultima stagione | Totale |
| ------------------------------------- | -------------- | --------- | --------------- | ------ |
| Coppa dell'Italia Centrale            | 1              | 1937-1938 | 1937-1938       | 1      |
| Coppa Italia                          | 8              | 1938-1939 | 2017-2018       | 8      |
| Coppa Italia Serie C                  | 20             | 1987-1988 | 2024-2025       | 29     |
| Coppa Italia Lega Pro                 | 9              | 2008-2009 | 2016-2017       | 29     |
| Supercoppa di Lega di Prima Divisione | 1              | 2011      | 2011            | 1      |
| Coppa Italia Serie D                  | 1              | 2015-2016 | 2015-2016       | 1      |
| Poule Scudetto                        | 3              | 1957-1958 | 2015-2016       | 3      |

### Statistiche di squadra
- Il Gubbio è una della uniche tre squadre umbre ad aver raggiunto la Serie B insieme a Perugia e Ternana
- Il Gubbio nella stagione 2011-2012 in cui disputò la Serie B, fu la squadra umbra al livello più alto del campionato italiano.
- Il Gubbio è riuscito a vincere in una competizione ufficiale contro una squadra militante in Serie A, mentre il Gubbio disputava invece la Serie B. Questo è avvenuto nel terzo turno della Coppa Italia 2011-2012, quando la squadra rossoblù andò a vincere in trasferta per 3-4 contro l'Atalanta, con i gol di Niccolò Giannetti (doppietta), Silvano Raggio Garibaldi e un autogol bergamasco. Questa è stata inoltre l'unica volta che il Gubbio ha incontrato una squadra di Serie A.
- Il Gubbio è la prima squadra umbra ad aver partecipato alla Supercoppa Serie C: 2011.
- Il Gubbio è l'unica squadra umbra ad aver vinto i play-off della Lega Pro Seconda Divisione: 2009-2010.
- Il Gubbio è la squadra umbra ad aver partecipato a più stagioni della Serie C2: 17.
- Il Gubbio è la settima squadra in Italia (prima in Umbria) per numero di partecipazioni consecutive alla Serie C2: 12.
- Il Gubbio è la prima squadra umbra ad aver partecipato più volte alla Coppa Italia Serie C: 25.
- Il Gubbio è una della cinque squadre umbre ad aver partecipato alla Poule Scudetto del massimo campionato dilettantistico, insieme a Castel Rigone, Foligno, Fortis Spoleto e Perugia.
- Il Gubbio non ha mai disputato play-out nei campionati dilettantistici (unica squadra umbra), mentre ne ha disputato uno nei campionati professionistici nella stagione 2014-2015 quando venne sconfitto (e retrocesso in Serie D) dopo il doppio confronto con il Savona
- Il Gubbio è la squadra umbra ad aver partecipato più volte ai play-off della Serie C2: 3.
- Il Gubbio è la squadra umbra (insieme al Perugia) che attualmente manca da più anni dai campionati del secondo livello regionale, disputando sempre campionati di livello superiore: l'ultima stagione disputata risale al 1936-1937. Da notare però che la Ternana non ha mai disputato campionati al di sotto del massimo livello regionale.
- Il Gubbio è la seconda squadra umbra (solo dopo il Città di Castello e a pari merito con il Perugia e il Foligno) ad aver vinto più volte il massimo campionato dilettantistico: 2.
- Il Gubbio è il primo e uno degli unici sette club ad essere riuscito a vincere nella stessa stagione il campionato di Eccellenza Umbria e la Coppa Italia Dilettanti Umbria.
- Il Gubbio è il club con la percentuale più alta nel rapporto partecipazioni/edizioni vinte in Eccellenza Umbria: ha vinto infatti l'unica stagione disputata.
- Nel massimo campionato regionale umbro di Prima Categoria 1964-1965, il Gubbio vinse terminando l'intero campionato imbattuto con ben 49 punti (la vittoria prevedeva ancora i due punti), 21 vittorie e 7 pareggi, e totalizzando 72 gol fatti e solo 14 subiti[24]. Nel totale di 28 partite la squadra ottenne quindi la media di 1,75 punti (con i tre punti a vittoria sarebbe di 2,5 punti) e 2,6 gol fatti per partita, subendo solo un gol ogni 2 partite.
- Nel Campionato Nazionale Dilettanti 1997-1998, il 22 marzo 1998 il Gubbio divenne la prima squadra calcistica italiana a festeggiare la promozione nei campionati di tutte le categorie[31]. Bastarono infatti solo le prime 29 partite delle 34 in programma per festeggiare la vittoria del girone, nelle quali subì solo 14 gol, per una media di meno di un gol ogni 2 partite[22].

### Statistiche individuali
Il giocatore che detiene il maggior numero di presenze nel Gubbio è Alessandro Giacometti, che tra il 1994 e il 2007 ha collezionato 377 apparizioni. Il miglior marcatore dei rossoblù è invece Marcello Cagnazzo, capace di siglare 65 centri tra il 1963 e il 1965.
| Record di presenze - 377 Alessandro Giacometti (1994-2007) - ? Gianni Francioni (1975-1987) | Record di reti - 65 Marcello Cagnazzo (1963-1965) - 58 Toni Ferrari (1967-1974) - 45 Francesco Luciani (1979, 1981-1984) - 43 Roberto Camborata (1984-1986) |

## Tifoseria

### Storia
La tifoseria del Gubbio è apolitica. Al momento l'unico gruppo ultras attivo sono gli Ultras Unonoveunozero, nato nell'estate del 2022. In passato erano presenti questi gruppi: Ultrà Gubbio, Gubbio Supporters (fondati nel 2004 e sciolti nell'estate del 2022), e vari club: San Martino Rossoblù, Blocco S. Lucia e M.D.P. Gubbio 1910, che si posizionavano in curva; La Gradinata, Gubbio Club Carbonesca e Quelli del Bar Clementi, che stazionavano invece in gradinata.

### Gemellaggi e rivalità
La tifoseria eugubina è gemellata in modo particolarmente saldo con la tifoseria di Forlì dal 4 maggio 2003, e con le sarde di Torres e Tempio dal 20 settembre 1998. Con la Torres il legame era nato inizialmente con il gruppo I.T.1982, e in seguito al suo scioglimento con gli U.T.S.1998. Anche le due tifoserie sarde sono gemellate tra loro, creando una sentita alleanza a tre.

Fase di gioco del derby regionale tra Perugia e Gubbio, giocato nel campionato di Serie C2 1987-1988

Un altro gemellaggio, durato però meno di 7 mesi, fu intrattenuto con la tifoseria del Perugia dal 17 maggio 1987 all'incontro di Coppa Italia di Serie C del 6 gennaio 1988 a Perugia. L'amicizia nacque in occasione dello spareggio Gubbio-Poggibonsi disputato a Perugia quando molti perugini scelsero di sostenere i rossoblù, e si consolidò in gemellaggio l'11 ottobre 1987 nella partita di andata a Gubbio del campionato di Serie C2. Nel frattempo alcuni esponenti biancorossi vennero anche invitati nella curva eugubina in occasione della partita di campionato Gubbio-Ternana del 29 novembre 1987. Durante la partita di ritorno in Coppa a Perugia del 6 gennaio 1988 però, quando il Gubbio si trovava in vantaggio per 0-1 (partita che poi venne sospesa a causa dell'infortunio dell'arbitro), dalla curva di casa si alzarono cori offensivi contro la tifoseria ospite e contro il patrono eugubino. Nei giorni precedenti alla partita di ritorno di campionato del 21 febbraio 1998 a Perugia, ci fu un tentativo di riappacificamento da parte biancorossa che venne però respinto, chiudendo così un breve gemellaggio e incrinando i rapporti tra le due tifoserie fino ad arrivare a una sentita rivalità, soprattutto da parte rossoblù.
In passato c'è stata infine un'amicizia con la tifoseria della Lodigiani, nata a fine anni 1990, ma persa a causa della scomparsa della società romana.
Le rivalità storiche e indubbiamente più sentite sono quelle con le tifoserie di Fano (rivalità peraltro ampiamente condivisa anche dai forlivesi), Foligno e Gualdo, con le quali le partite vengono definite derby in tutti i casi. Con il Fano e il Gualdo le rivalità sono più di tipo campanilistico, mentre con il Foligno è risalente soprattutto al 17 maggio 1987 in occasione dello spareggio Gubbio-Poggibonsi sul campo neutro di Perugia, davanti a oltre 20 000 persone di cui 12 000 provenienti da Gubbio, quando alcuni tifosi folignati si presentarono a sostegno della loro tifoseria amica poggibonsese. È proprio in quell'occasione che si creò una forte rivalità di tipo sportivo, tuttora molto sentita da entrambe le parti, anche con la tifoseria del Poggibonsi. A rimarcare più recentemente quest'ultima rivalità, il 9 maggio 2010 si gioca per l'ultima partita di campionato Poggibonsi-Gubbio, in cui la vittoria dei rossublù per 0-2 sancì l'ingresso del Gubbio nei play-off e la contemporanea condanna del Poggibonsi ai play-out. Da notare che i rapporti tra le tifoserie del Foligno e del Poggibonsi permangono tuttora, ed entrambe sono in buoni rapporti anche con la tifoseria Sangiovannese, altra rivalità sportiva della tifoseria eugubina che è descritta successivamente.

Un frangente del derby umbro tra Ternana e Gubbio giocato nel corso della Serie C2 1988-1989

Un'altra rivalità sportiva è nata nella stagione 2002-2003 con il Rimini a causa della lotta tra le due squadre per la promozione in C1, che trova culmine nella finale play-off dell'8 e 15 giugno 2003. A testimoniare la reciproca rivalità, in occasione della storica finale play-off del 13 giugno 2010 San Marino-Gubbio con oltre 2 600 eugubini al seguito, alcuni tifosi riminesi presenziarono alla partita con la loro tifoseria amica sammarinese. Da notare inoltre che la tifoseria del Rimini è una rivale storica dei tifosi forlivesi ed è in pessimi rapporti anche con i tifosi della Torres, e che anche la tifoseria del San Marino è in attrito con quella forlivese.
Sono sentite inoltre le partite con la maggior parte delle squadre marchigiane, in particolare con la Vis Pesaro (rivalità sportiva risalente soprattutto al 17 maggio 1986 nello spareggio per la promozione in C2 nel Campionato Interregionale 1985-1986) e con la Jesina (rivalità causata soprattutto dal fatto che la tifoseria è storicamente gemellata con quella del Fano), oltre naturalmente alla già citata Fano, e con le maggiori squadre umbre, tra le quali va segnalata anche la Ternana oltre a Foligno, Gualdo e Perugia già descritte in precedenza. Con questa si vennero a creare cattivi rapporti a causa del fatto che nell'incontro tra le due squadre a Gubbio del 29 novembre 1987 alcuni tifosi perugini (rivali storici dei ternani) vennero accolti nella curva di casa eugubina. La tifoseria ternana ha inoltre rapporti d'amicizia con le tifoserie di Fano e Gualdo.
Anche con molte squadre toscane non ci sono mai stati buoni rapporti: tra queste, oltre naturalmente alla già citata Poggibonsi, da segnalare anche le tifoserie della Sangiovannese (rivalità sportiva nata il 23 maggio 2004 in occasione dei play-off e, come già detto in precedenza, fomentata anche dal fatto di essere in buoni rapporti con i folignati e con i poggibonsesi), del Grosseto (ostilità nata nei campionati del 2002-2003 e 2003-2004; particolarmente in attrito anche con i tifosi della Torres), dell'Arezzo (rapporti tesi negli incontri dei Campionati Nazionali Dilettanti tra il 1993 e il 1996, e più recentemente in Coppa Italia di Serie C il 9 settembre 1998 a Gubbio, anche a causa del fatto che anche la tifoseria aretina nutre un certo astio verso tutte le squadre umbre) e in misura minore del Prato (antipatia a causa delle continue lotte negli stessi campionati per i medesimi obiettivi a partire dalla C2 2005-2006).
Alcune antipatie da citare, ma non vere e proprie rivalità, ci sono con la tifoseria del Ravenna che è la principale rivalità dei forlivesi, oltre ad avere rapporti d'amicizia con la curva del Fano, con la tifoseria della Viterbese con cui c'è ostilità da quando, nella partita di campionato giocata a Gubbio il 7 novembre 2004, due tifosi viterbesi aggredirono all'esterno dello stadio un quindicenne eugubino provocandogli serie ferite, e più recentemente con il Padova per gli scontri avvenuti in gradinata il 10 dicembre 2011.

## Organico

### Rosa 2025-2026
Rosa aggiornata al 13 agosto 2025.
| N. |                     | Ruolo | Calciatore                  |
| -- | ------------------- | ----- | --------------------------- |
|    | Italia (bandiera)   | P     | Nicola Bagnolini            |
|    | Italia (bandiera)   | P     | Alessandro Groaz            |
|    | Lituania (bandiera) | P     | Titas Krapikas              |
|    | Italia (bandiera)   | D     | Leonardo Baroncelli         |
|    | Italia (bandiera)   | D     | Matteo Bruscagin            |
|    | Italia (bandiera)   | D     | Davide Cerbella             |
|    | Italia (bandiera)   | D     | Alessandro Di Bitonto       |
|    | Italia (bandiera)   | D     | Lorenzo Podda               |
|    | Italia (bandiera)   | D     | Andrea Signorini (capitano) |
|    | Italia (bandiera)   | D     | Christian Sportolaro        |
|    | Italia (bandiera)   | D     | Alberto Tentardini          |
|    | Italia (bandiera)   | D     | Francesco Zallu             |
|    | Italia (bandiera)   | C     | Federico Carraro            |
|    | Italia (bandiera)   | C     | Valerio Conti               |

| N. |                    | Ruolo | Calciatore          |
| -- | ------------------ | ----- | ------------------- |
|    | Italia (bandiera)  | C     | Gabriele Costa      |
|    | Italia (bandiera)  | C     | Matteo Cuccarini    |
|    | Italia (bandiera)  | C     | Nicolò Fazzi        |
|    | Italia (bandiera)  | C     | Saber Hraiech       |
|    | Senegal (bandiera) | C     | Ousmane Niang       |
|    | Italia (bandiera)  | C     | Luca Romano         |
|    | Italia (bandiera)  | C     | Giacomo Rosaia      |
|    | Italia (bandiera)  | A     | Alessio Di Massimo  |
|    | Italia (bandiera)  | A     | Tommaso Ghirardello |
|    | Italia (bandiera)  | A     | Riccardo Mancini    |
|    | Ghana (bandiera)   | A     | Amoako Minta        |
|    | Italia (bandiera)  | A     | Marco Spina         |
|    | Italia (bandiera)  | A     | Christian Tommasini |

### Staff tecnico
- Domenico Di Carlo - Allenatore
- Davide Mezzanotti - Vice allenatore
- Domenico Melino - Preparatore atletico
- Giovanni Vecchini - Preparatore dei portieri
- Luca Palazzari - Recupero infortunati
- Gaspare Mazarese - Match analyst